# ملكة جمال الولايات المتحدة الأمريكية 1953
ملكة جمال الولايات المتحدة الأمريكية 1953 (بالإنجليزية: Miss USA 1953)‏ هي النسخة الثانية من مسابقة ملكة جمال الولايات المتحدة الأمريكية منذ انطلاقتها عام 1952، عقدت المسابقة في 16 يوليو 1953 في قاعة بلدية لونغ بيتش في لونغ بيتش، كاليفورنيا. فازت ميرنا هانسن من ولاية إلينوي بالمنافسة وتوجت بلقب البطولة، أول ملكة جمال الولايات المتحدة الأمريكية، جاكي لوغيري من نيويورك. حصلت هانسن على سيارة هيلمان مينكس المكشوفة، وعقد يونيفرسال بيكتشرز، وساعة معصم ماسية بقيمة 2500 دولار. كما حصلت على كأس مزخرف قدمته روث هامبتون ملكة جمال نيو جيرسي عام 1952. عُرض على هانسن نسخة طبق الأصل من الفضة والذهب من التاج على تمثال الحرية. وكان هناك كوب حب عملاق من بين الجوائز التي فازت بها. شاركت في مسابقة ملكة جمال الكون في ذلك العام وحلت هانسن في مركز الوصيفة الأولى لكريستيان مارتيل من فرنسا في مسابقة ملكة جمال الكون 1953.

## النتائج

### المراكز النهائية
| النتائج النهائية                          | المتنافسة |
| ----------------------------------------- | --- |
| ملكة جمال الولايات المتحدة الأمريكية 1953 | - إلينوي - ميرنا هانسن |
| الوصيفة الأولى                            | - ميرتل بيتش - ماري كيمب غريفين |
| الوصيفة الثانية                           | - ألاباما - دوريس إدواردز |
| الوصيفة الثالثة                           | - واشنطن - نانسي بيترابورغ |
| الوصيفة الرابعة                           | - يوتا - شونا وود |
| أفضل 20                                   | - كاليفورنيا - مارسيلا روليت - كولورادو - جيني كارول - أيوا - مارلين شونكا - كنتاكي - ماري آن ستيس - لويزيانا - جين طومسون - مين - جاكي لي - ميامي بيتش ، فلوريدا - كاي دوغار - مينيسوتا - ماري آن بابك - نبراسكا - بيرنيتا نيلسون - نيفادا - إيرلين ويت - نيويورك - ريتا ناب - أوهايو - اليانور ماك - بنسيلفانيا - جيري باور - كارولاينا الجنوبية - سوزان دي - تكساس - جوان برادشو |

### جوائز خاصة
| جائزة             | متنافس                      |
| ----------------- | --------------------------- |
| ملكة جمال اللطافة | - لويزيانا - جين فون طومسون |

## المتسابقات
قائمة الولايات والمندوبات المشاركات في مسابقة ملكة جمال الولايات المتحدة الأمريكية 1953:
| - ألاباما - دوريس إدواردز - أريزونا - إليانور روث كروس - أركنساس - جاكي ستوكر - كاليفورنيا - مارسيلا روليت - كولورادو - جيني كارول - كونيتيكت - بيفرلي بورلانت - أيداهو - باتريشيا روز كارتر - إلينوي - ميرنا هانسن - إنديانا - إديث ماي كروم - آيوا - مارلين شونكا - كنتاكي - ماري آن ستيس - لويزيانا - جين فون طومسون - مين - جاكي لي - ماريلند - ديان غيل دورهام - ماساتشوستس - جوان دالي - فلوريدا - كاي دوغار - ميشيغان - جو آن بيج - مينيسوتا - ماري آن بابك - مسيسيبي - جيسي وين مورغان - ميزوري - دونا غاردنر - مونتانا - بيلي جان تيريل - نبراسكا - بيرنيتا نيلسون | - ميرتل بيتش - ماري كيمب غريفين - نيفادا - إيرلين ويت - نيوهامبشير - مورييل روي - نيوجيرسي - سوزان روث هاريس - نيويورك - ريتا ناب - كارولاينا الشمالية - ليبي ووكر - داكوتا الشمالية - مارلين كوفيلد - أوهايو - اليانور ماك - أوكلاهوما - باربرا بوند - بنسيلفانيا - جيري باور - رود آيلاند - باربرا ديجنان - كارولاينا الجنوبية - سوزان دي - داكوتا الجنوبية - كاثلين هيرمان - تكساس - جوان برادشو - يوتا - شونا وود - فيرمونت - كاثلين سوريل - فرجينيا - دوروثي لي بيلي - واشنطن - نانسي بيترابورج - فيرجينيا الغربية - فاي هيغلي - ويسكونسن - جاك ماري كيميل - وايومنغ - نانسي روجرز |

## روابط خارجية
- موقع ملكة جمال الولايات المتحدة الأمريكية الرسمي